# Hürriyet
Hürriyet (Nederlands: Vrijheid) is een Turkse krant.
De krant verscheen voor het eerst op 1 mei 1948. Het is een van de grootste kranten van Turkije. Hürriyet heeft een sociaal liberale, nationalistische en  secularistische inslag en combineert uitgebreide nieuwsverslagen met amusement. Kenmerkend voor de krant zijn de grote koppen. Een ander kenmerk is het gebruik van een vraagstelling in de kop.